# Liste der Naturdenkmale in Jagstzell
| Naturdenkmale | Anzahl |
| ------------- | ------ |
| FND           | 16     |
| END           | 3      |
| Gesamt        | 19     |

Die Liste der Naturdenkmale in Jagstzell nennt die verordneten Naturdenkmale (ND) der im baden-württembergischen Ostalbkreis liegenden Stadt Jagstzell. In Jagstzell gibt es insgesamt 19 als Naturdenkmal geschützte Objekte, davon 16 flächenhafte Naturdenkmale (FND) und 3 Einzelgebilde-Naturdenkmale (END).
Stand: 1. November 2016.

## Flächenhafte Naturdenkmale (FND)
| Name                                             | Bild | Kennung     | Einzelheiten                        | Position | Fläche Hektar | Datum         |
| ------------------------------------------------ | ---- | ----------- | ----------------------------------- | -------- | ------------- | ------------- |
| Buchbrunnenweiher                                |      | 81360350009 | Jagstzell                           | ⊙        | 0,4           |               |
| Feuchtgebiet bei der Dankoltsweiler Sägmühle     |      | 81360350015 | Jagstzell                           | ⊙        | 3,9           |               |
| Feuchtgebiet bei der Marienkapelle               |      | 81360350013 | Jagstzell                           | ⊙        | 0,3           |               |
| Hohlweg beim Kellerhof                           |      | 81360350018 | Jagstzell                           | ⊙        | 0,1           |               |
| Höllbrunnen im Großen Holz                       |      | 81360350010 | Jagstzell Klinge des Schlüsselbachs | ⊙        | 0,2           |               |
| Jagstaltwasser zwischen Kalkhöfe u.Schweighausen |      | 81360350003 | Jagstzell                           | ⊙        | 0,1           |               |
| Pflanzenstandort bei Dietrichsweiler             | BW   | 81360190040 | Ellwangen (Jagst), Jagstzell        | ⊙        | 2,8           | 13. Okt. 1987 |
| Pflanzenstandort bei Dietrichsweiler             |      | 81360350004 | Jagstzell                           | ???      | 0,8           |               |
| Quellen am Rechenberger Mühlweiher               | BW   | 81360350011 | Jagstzell                           | ⊙        | 0,9           |               |
| Quellnische mit Gehölz südöstl.Dankoltsweiler    |      | 81360350001 | Jagstzell                           | ⊙        | 0,1           |               |
| Roßgumpen und Schilfgebiet                       | BW   | 81360350007 | Jagstzell                           | ⊙        | 0,2           |               |
| Sandgrube im Drittelholz                         | BW   | 81360350012 | Jagstzell                           | ⊙        | 0,7           |               |
| Schilfgebiet an der Jagst                        | BW   | 81360350014 | Jagstzell                           | ⊙        | 1,1           |               |
| Steinbruchtümpel im Eulenbuck                    |      | 81360350008 | Jagstzell                           | ⊙        | 1,7           |               |
| Streuwiese bei der Neumühle                      | BW   | 81360350006 | Jagstzell                           | ⊙        | 2,6           |               |
| Weiher mit Baumbestand u. Feuchtwiese            |      | 81360350002 | Jagstzell                           | ⊙        | 0,6           |               |
| Legende für Naturdenkmal                         |      |             |                                     |          |               |               |

## Einzelgebilde (END)
| Name                                  | Bild | Kennung     | Einzelheiten | Position | Fläche Hektar | Datum |
| ------------------------------------- | ---- | ----------- | ------------ | -------- | ------------- | ----- |
| 1 Linde bei Dietrichsweiler           |      | 81360350005 | Jagstzell    | ⊙        | 0,0           |       |
| 1 Linde oberhalb der Rosenberger Str. |      | 81360350017 | Jagstzell    | ⊙        | 0,0           |       |
| 1 Traubeneiche beim Kellerhof         | BW   | 81360350016 | Jagstzell    | ⊙        | 0,0           |       |
| Legende für Naturdenkmal              |      |             |              |          |               |       |